# 한국문화박물관

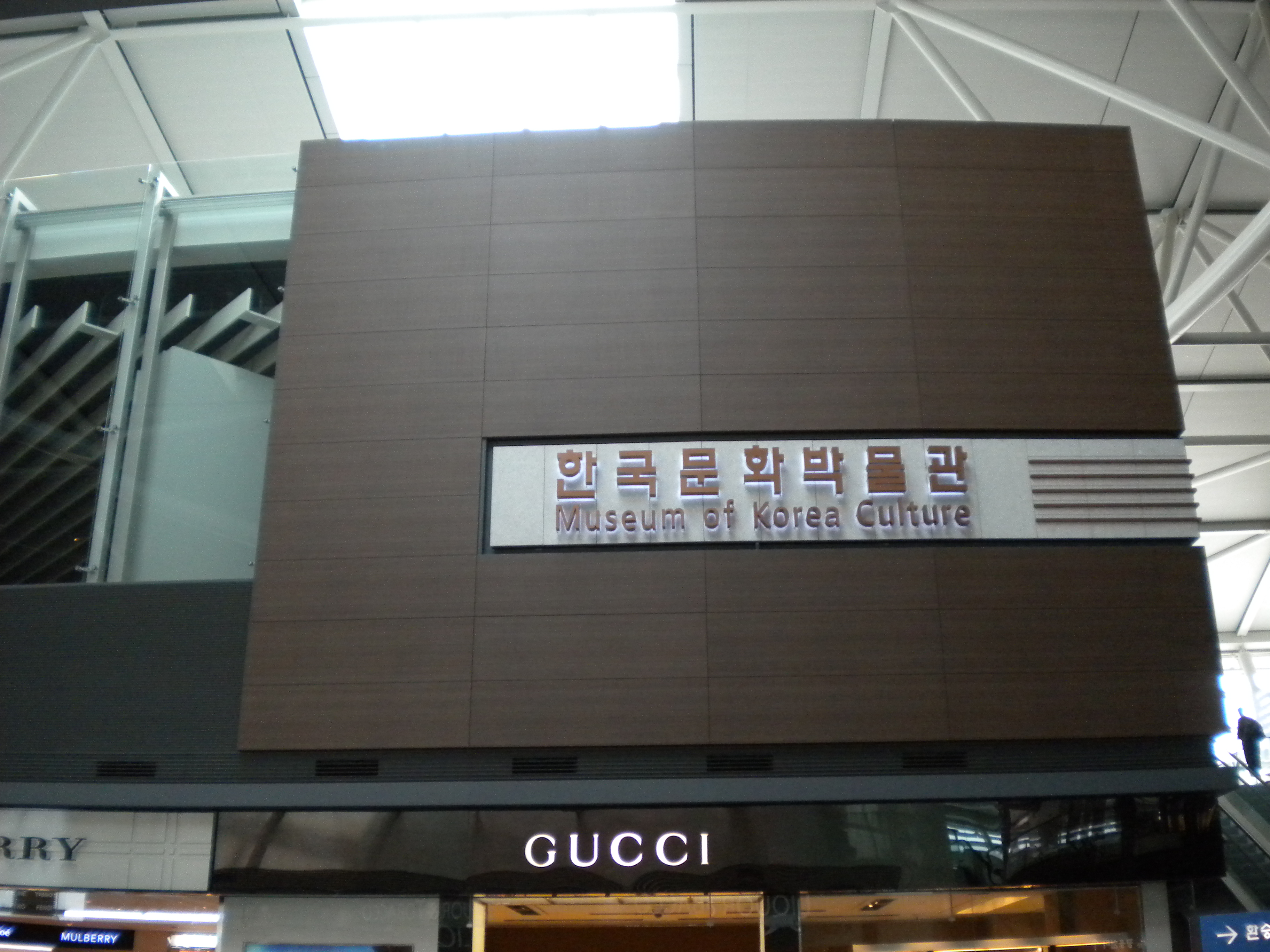
한국문화박물관

한국문화박물관(韓國文化博物館)은 인천광역시 인천국제공항 4층에 위치하고 있는 박물관이다. 한국 문화에 관한 자료들을 전시하고 있다.